# Gary Dowdell
Pour les articles homonymes, voir Dowdell.
Gary Dowdell (né le 23 avril 1959 à Bristol au Angleterre) est un coureur cycliste britannique, actif dans les années 1970 et 1980. Il évolue chez les professionnels en 1983 au sein de l'équipe Wolber-Spidel,.

## Biographie
En 1982, il remporte la première édition du Chrono des Espoirs (ancien nom du Chrono des Herbiers), alors qu'il court à l'UC Cesson-Sévigné. Il passe professionnel l'année suivante dans la formation Wolber-Spidel. En avril, il termine troisième d'une étape du Tour du Vaucluse et quatrième de Paris-Camembert.

## Palmarès
- 1977
  - Severnside Road Race
- 1978
  - Severnside Road Race
- 1979
  - Western Division Criterium Championship
  - Severnside Road Race
  - Five Valleys Road Race
  - 1er secteur du Taunton Circuit Criterium
  - Horsley Valley Road Race
- 1980
  - Tour of the West :
    - Classement général
    - 3e étape (contre-la-montre)

  - Liverton Road Race
  - 2e de la Perfs Pedal Race
- 1981
  - Redon-Redon
- 1982
  - Chrono des Espoirs
  - 3e de Manche-Atlantique